# Farm Sanctuary
Farm Sanctuary je americká organizace zaměřená na ochranu zvířat. Byla založena v roce 1986 na podporu hospodářských zvířat jako první útulek pro hospodářská zvířata v Americe. Organizace prosazuje zákony a politiku, které podporují dobré životní podmínky zvířat, jejich ochranu a vegetariánství/veganství pomocí záchrany zvířat a vzdělávání. Farm Sanctuary se stará o více než 800 zvířat – o krávy, slepice, kachny, husy, krůty, prasata, ovce, králíky a kozy v prostorých útulku o rozloze přes 700 m² ve Watkins Glen ve státě New York. Druhý útulek, který se nachází poblíž Actonu v Kalifornii, se stará o více než 400 zvířat včetně oslů. V roce 2011 organizace získala také útulek Animal Acres poblíž Los Angeles. Záběry z Farm Sanctuary se objevily také v několika filmech, které se zabývají problematikou práv zvířat.[zdroj⁠?!]

## Historie
Farm Sanctuary byla založena v roce 1986 Genem Baurem a Lorri Houston (později se jim začalo říkat Gene a Lorri Bauston). Založení bylo z počátku financováno výdělky z prodeje vegetariánských párků v rohlíku na koncertech Grateful Dead. První zachráněné zvíře byla ovce jménem Hilda, nalezená na hromadě mrtvých zvířat. 
Rozpočet Farm Sanctuary přesahuje 5 milionů dolarů. Jedním z hlavních zdrojů finančních prostředků je klub dárců pojmenovaný právě po první zachráněné ovci Hildě. V roce 2008 vydal Gene Baur knihu Farm Sanctuary: Changing Hearts and Minds About Animals and Food o historii organizace, která se objevila v žebříčcích nejlépe prodávaných knih Los Angeles Times a Boston Globe. Druhá kniha s názvem Living the Farm Sanctuary Life: The Ultimate Guide to Eating Mindfully, Living Longer, and Feeling Better Every Day, kterou Baur napsal ve spolupráci s Genem Stonem (autor filmu Raději vidličky než nože) vyšla v roce 2015 a obsahuje mimo jiné 100 receptů na veganská jídla. 

## Legislativa a lobby

### Chovné podmínky
Jedním z úspěchů Farm Sanctuary je zlepšení podmínek pro chovaná zvířata. V roce 2002 byla Farm Sanctuary součástí koalice, která zformovala uskupení Floridians for Humane Farms (Obyvatelé Floridy za Humánní Farmy), které iniciovalo změnu floridských zákonů, aby se zlepšily "kruté a nehumánní podmínky, ve kterých jsou drženy prasnice v období březosti". Pozměněný zákon zakazuje věznění březích prasnice do porodních boxů, což jsou kovové ohrádky široké pouhých 60 cm a prasnice se v nich nemohou volně ani otočit.
V roce 2006 se v Arizoně rozhodovalo s podporou Farm Sanctuary o Zákoně o humánním zacházení s hospodářskými zvířaty, který nařizuje, že březí prasnice a telata chovaná na maso musí být chována v prostoru, který jim dovoluje se otočit a plně natáhnout nohy.
V roce 2008 obyvatelé Kalifornie hlasovali pro Zákon o prevenci týrání hospodářských zvířat, který od začátku roku 2015 nařizuje farmářům zajistit nosným slepicím, telatům chovaným na maso a březím prasnicím prostor dostatečně velký, aby se mohly volně pohybovat. Tento zákon nejvíce ovlivnil 18 milionů nosných slepic, které ve státě žijí. Předcházející průmyslové normy nařizovaly držet nosnice v klecích o rozměrech alespoň 170 cm², což je ještě o něco méně než běžný list papíru, a nosnice jsou většinou v klecích po dvou a více. Pro zákon hlasovalo 63,2 procent voličů.

### Foie gras
Farm Sanctuary slavila další úspěch, když tehdejší kalifornský guvernér Arnold Schwarzenegger v roce 2004 schválil Zákon o foie gras, který zakazuje násilné krmení kachen a hus při výrobě foie gras a prodej takto vzniklých produktů. Obě nařízení vstoupila v platnost v roce 2012. 
Farm Sanctuary v roce 2006 veřejně podporovala chicagské nařízení zakazující prodej foie gras. Někteří výrobci nalezli způsob, jak zákon obejít, protože jeho prosazování se ukázalo jako obtížné, protože restaurace a obchody v případě jeho porušení obdrželi pouze varování a ne pokutu. Zákaz byl nicméně v roce 2008 odvolán.
V roce 2007 spustila v New Yorku Farm Sanctuary svou kampaň "NYC No Foie Gras", otevřela si kancelář na Manhattanu a najala si profesionálního koordinátora rozvoje. Podle prezidenta organizace je v New Yorku potřeba získat hodně zdrojů, protože je to město, ve kterém je velké množství gurmánských restaurací. Podle oficiálního prohlášení Farm Sanctuary se v roce 2008 několik newyorských podniků připojilo k asi padesátce zařízení, které odmítají prodávat foie gras. Celosvětově odmítá podávat foie gras asi 1000 restaurací a prodejců, včetně amerických řetězců Whole Foods a Trader Joe's. Majitel 11 restaurací ve Philadelphii odstranil foie gras ze svého menu z důvodu "neuvěřitelného množství protestů".

### Klonování
Farm Sanctuary se také aktivně prosazuje proti schválení klonování zvířat na maso. Svůj nesouhlas zdůvodňují možnými zdravotními problémy klonovaných zvířat a problémy samic, které jsou březí s klonovanými mláďaty. Podle Farm Sanctuary hrozí hydrops plodu, syndrom abnormálně velkého mláděte a další systémové abnormality.

## Soudní spory
Michael Baur, člen Farm Sanctuary a profesor na právnické fakultě Fordham University v roce 1998 podal neúspěšnou petici na Ministerstvo zemědělství USA s tím, že konzumace masa ze zvířat, která byla poražena, protože už nemohla stát, představuje velký risk přenosu některých progresivních neurologických onemocnění včetně bovinní spongiformní encefalopatie (BSE/nemoc šílených krav). V soudním sporu, který následoval, Baur tvrdil, že tehdejší nařízení ministerstva ohledně zvířat neschopných stát porušovala federální Zákon o kontrole masa. Soud však tento spor v roce 2002 smetl ze stolu z údajného nedostatku legitimace. Obvodní soud však zvrátil předchozí rozhodnutí koncem roku 2003 a poukázal, že i samo ministerstvo a další vládní instituce uznaly, že zvířata neschopná stát jsou obzvláště náchylná k infekci BSE. Poté, co byl v USA v prosinci 2003 potvrzen první případ BSE, vydala vláda prozatímní opatření ohledně masa ze zvířat neschopných stát v potravinovém průmyslu a tím byl soudní spor ukončen. V březnu 2009 vyhlásil americký ministr zemědělství Tom Vilsack definitivní pravidla na změnu federálních předpisů na kontrolu masa, které obsahovala celkový zákaz porážky zvířat, která byla "neambulantně zneschopněna". 
Farm Sanctuary byla také součástí koalice, která vznesla námitky proti normám řídícím chov a uvádění na trh hospodářských zvířat Ministerstva zemědělství státu New Jersey. Případ se dostal k Nejvyššímu soudu státu New Jersey, který rozhodl v červenci 2008 jednohlasně rozhodl, že ministerstvo částečně selhalo ve výkonu svého mandátu při stanovování humánních norem. Soud také dále zavrhl předpisy ministerstva prohlašující, že jistá zmrzačení hospodářských zvířat jako kastrace, upalování zobáků a stříhání prstu jsou "humánní", pokud jsou prováděna "informovaným jedincem" "takovým způsobem, aby byla minimalizována bolest".

## Vliv na trh
Farm Sanctuary přiměla v roce 1993 majitele pobočky Burger King v západním New Yorku k prodeji vegetariánských burgerů. Majitel musel přesvědčit vedení korporace, že vegetariánské burgery jsou dostatečně populární, aby mu dali souhlas. V roce 2002 Burger King ohlásil, že zařazuje vegetariánské burgery celostátně do své nabídky. 
V roce 2007 oznámila společnost známého kuchaře a majitele sítě restaurací Wolfganga Pucka, že po poradě s Farm Sanctuary zavádí devítibodový program s cílem "zastavit ty nejhorší praktiky spojené s průmyslovými velkochovy" ve všech svých podnicích. To znamenalo nepoužívat vejce nosnic chovaných v klecích a používat pouze maso z ekofarem.
V roce 2007 se Farm Sanctuary spojila se společností Turtle Mountain, výrobcem zmrzliny bez mléka, a kreslířem vegansky zaměřených komiksů Danem Pirarem za účelem získání více dětských příznivců.

## Záchrana, uzdravení a útulek
Farm Sanctuary byla jednou z organizací, které reagovaly na výzvu Ministerstva zemědělství státu Iowa o pomoc pro prasata, která byla zasažena silnými záplavami v létě 2008. Stát Iowa je jedním z největších producentů vepřového masa ve Spojených státech. Útulek ve Watkins Glen ve státě New York přijal více než 60 těchto prasat. 
Poté, co USA zasáhl hurikán Katrina, Farm Sanctuary zachránila více než 700 brojlerů z drubežárny v Mississippi, kterou zničilo tornádo. "Zvířata jsou v takovémhle typu zařízení chována v halách a mnoho farem jich najednou chová třeba půl milionu." řekla Susie Coston, ředitelka útulku ve Watkins Glen. "Když je zasáhla bouře, většina ptáků byla pohřbena někteří zaživa, do masového hrobu." Kromě zvířat z průmyslových velkochovů přijímá útulek ve Watkins Glen také zanedbaná a hladovějící zvířata a zachraňuje zvířata z newyorských obchodů. Útulek je možné navštívit od května do října a strávit zde i nocleh s veganskou snídaní v ceně. 
Od roku 1993 má Farm Sanctuary i pobočku v Orland ve státě Kalifornie, kde se stará o zvířata nabízí prohlídky. Má i program adopce na dálku, ve kterém sponzoři platí zvířeti potravu a péči, aniž by si ho brali domů. Do soukromého vlastnictví Farm Sanctuary umísťuje krůty. 
Od září 2011 spadá pod vedení Farm Sanctuary také útulek pro hospodářská zvířata Animal Acres v Actonu v Kalifornii, který byl založen jednou ze zakladatelů Farm Sanctuary - Lorri Houston. Tento útulek měl finanční problémy kvůli pádu ekonomiky a nízkému dárcovství. Farm Sanctuary poskytuje Animal Acres dobrovolníky od dubna 2011. 
Od ledna 2009 má Farm Sanctuary vlastní blog nazvaný "Sanctuary Tails", který vedou vedoucí útulky Susie Coston a Leanne Cronquist a kde píšou o úspěších organizace v záchraně, léčbě a denní péči o hospodářská zvířata. 
K Farm Sanctuary se také připojil útulek pro hospodářská zvířata Bufflehead Farm z New Jersey, který vlastní Jon Stewart. 

## Kontroverze
V roce 1993 byla Farm Sanctuary na seznamu organizací, které měly porušit americké zákony o extremismu. Ministerstvo spravedlnosti poté vzalo obvinění zpět a veřejně se Farm Sanctuary omluvilo. 
V březnu 2003 byl jeden ze zaměstnanců Farm Sanctuary obviněn z krádeže zvířete, protože odvezl zraněné jehně k veterináři. Zakladatel organizace Gene Baur k tomu řekl: "Zachránili jsme zvířata ze špatných podmínek — živá zvířata z hromady mrtvol nebo popelnic — a jsme kvůli tomu ochotni čelit obvinění z krádeže."